# Death Race 2050
A Death Race 2050 2017-ben bemutatott amerikai akciófilm, amelyet G. J. Echternkamp rendezett.
A forgatókönyvet G. J. Echternkamp és Matt Yamashita írták. A producere Roger Corman. A főszerepekben Manu Bennett, Malcolm McDowell, Marci Miller, Burt Grinstead és Folake Olowofoyeku. A zeneszerzői Gunter Brown és Cindy Brown. A film gyártója a Universal 1440 Entertainment és a New Horizons Pictures, forgalmazója az Universal Pictures.
Az Amerikai Egyesült Államokban 2017. január 17-én adták ki DVD-n.

## Szereplők
| Szereplő          | Színész            | Magyar hang          |
| ----------------- | ------------------ | -------------------- |
| Frankenstein      | Manu Bennett       | Szabó Sipos Barnabás |
| Elnök             | Malcolm McDowell   | Harsányi Gábor       |
| Annie Sullivan    | Marci Miller       | Sipos Eszter Anna    |
| Jed Tökély        | Burt Grinstead     | Szatmári Attila      |
| Minerva Jefferson | Folake Olowofoyeku | Koncz-Kiss Anikó     |
| Tammy             | Anessa Ramsey      | Hámori Eszter        |
| Alexis Hamilton   | Yancy Butler       | Makay Andrea         |
| JB                | Charlie Farrell    | Markovics Tamás      |
| Grace Tickle      | Shanna Olson       | Dögei Éva            |
| Eve               | Leslie Shaw        | Hábermann Lívia      |
| Abe               | D. C. Douglas      | Maday Gábor          |
| Chi Wapp          | Pierre Kobashigawa | Bor László           |
| Steve             | Sebastian Llosa    | Hamvas Dániel        |
| Dr. Krémes        | Helen Loris        | Lamboni Anna         |
| Steve nagyija     | Debbie McIntosh    | Réti Szilvia         |
| Pablo Zapata      | Emilio Montero     | Sarádi Zsolt         |